# アメリカン・エキスプレス・レッド
アメリカン・エキスプレス・レッド（American Express Red）は、アメリカン・エキスプレスのクレジットカード。2006年3月にイギリスで最初に発行された。申請者はイギリスの住民でなければならない。それはプロダクト・レッド・イニシアティヴの一部である。
カードの原則は、そのカードで支出される度ごとに、総額の1%が世界基金と呼ばれる基金に充てられるというものであり、AIDS、結核、マラリアの対策のため2002年に創設された。年間の支出総額が5000ポンドを超える場合、その割合は1.25%に増加する。
イギリスでは、そのカードはボノ、ジゼル・ブンチェン、エル・マクファーソンらのスポンサーにより宣伝されている。
レッド・アメリカン・エキスプレスは楽曲で言及される。ティンバランド（ft. ケリー・ヒルソン）の『ザ・ウェイ・アイ・アー』とバウ・ワウ（ft. T-ペイン）の『シー・マイン』である。